# Новочервищанська сільська рада
Новочервищанська сільська рада — орган місцевого самоврядування у Камінь-Каширському районі Волинської області з адміністративним центром у с. Нові Червища.

## Населені пункти
Сільській раді підпорядковані населені пункти:
- с. Нові Червища
- с. Рудка-Червинська

## Населення
Згідно з переписом УРСР 1989 року чисельність наявного населення сільської ради становила 1807 осіб, з яких 889 чоловіків та 918 жінок.
За переписом населення України 2001 року в сільській раді мешкало 1714 осіб.

### Мова
Розподіл населення за рідною мовою за даними перепису 2001 року:
| Мова       | Відсоток |
| ---------- | -------- |
| українська | 99,67 %  |
| російська  | 0,17 %   |
| білоруська | 0,11 %   |
| молдовська | 0,06 %   |

## Склад ради
Рада складається з 18 депутатів та голови.

## Керівний склад сільської ради
| ПІБ                       | Основні відомості                                                 | Дата обрання | Дата звільнення |
| ------------------------- | ----------------------------------------------------------------- | ------------ | --------------- |
| Яцук Раїса Василівна      | Сільський голова, 1959 року народження, освіта, позапартійна      | 26.03.2006   | 31.10.2010      |
| Куницька Людмила Павлівна | Сільський голова, 1973 року народження, освіта вища, позапартійна | 31.10.2010   |                 |

Примітка: таблиця складена за даними джерела